# ソピステス
『ソピステス』（古希: Σοφιστής、ソピステース、羅: Sophista、英: Sophist、ソフィスト）は、プラトンの後期対話篇の1つであり、『テアイテトス』の続編。副題は「存在（有）について」。
「ソピステス」（ソピステース、希: Σοφιστής）とは、「ソフィスト」（英: Sophist）の元々の古代ギリシア語表現であり、本篇が「ソフィストとはいかなるものであるか」を主題とした対話篇であることに因む。

## 構成

### 登場人物
- ソクラテス - 最晩年、70歳。
- テアイテトス - アテナイのスーニオン区出身。後の数学者。少年期。
- テオドロス - キュレネ出身の数学者。老年期。
- エレアからの客人 - エレア派哲学者。パルメニデス、ゼノンの門下。

### 年代・場面設定
紀元前399年、アテナイ、某体育場（ギュムナシオン）にて。
『テアイテトス』で描かれたやり取りの翌日、約束通り早朝に同じ場所に集まったソクラテス、テアイテトス、テオドロスの3名。テオドロスはエレアからの客人もそこに連れて来ていた。
ソクラテスは、その客人がエレアから来たと聞くと、「論争術」（エリスティケー）を操る論争家なのではないかと疑うが、テオドロスはれっきとした哲学者であると否定する。そこでソクラテスは、ソフィストと、政治家と、哲学者が、エレアにおいてはどう認識され、区別されているのかを客人に聞く。客人はそれはそのまま3つに区別されているが、その説明には手間がかかるという。
ソクラテスは問答（弁証術、ディアレクティケー）でそれを説明してもらえるようお願いしつつ、その対話者にテアイテトスを提案する。客人はそれを了承し、客人とテアイテトスの2人による問答が、最後まで描かれる。

### 補足

#### プラトン作品中の位置付け
本作『ソピステス』は、プラトンの作品の中では「後期の最初の作品」として位置付けられており、前作（中期末）の『テアイテトス』と、本作続編の『ポリティコス（政治家）』と共に、内容的にひと続きの「三部作」を構成している。
また、『テアイテトス』（183E-184A）と本作『ソピステス』（217C）内で、「かつてのソクラテスとパルメニデスの出会い」に言及したり、本作『ソピステス』と続編『ポリティコス（政治家）』の問答を、パルメニデス・ゼノン門下のエレア派の哲学者とされる「エレアからの客人」に行わせるなど、明らかにパルメニデス/エレア派とのつながりを意識した構成になっているので、実質的には『テアイテトス』の1つ前の作品である『パルメニデス』も含めた、「四部作」構成になっている。

##### 幻の続編
なお、本作の最初の方(217A)で、ソクラテスが「エレアからの客人」に、「ソフィスト、政治家、哲学者の三者とはいかなる者か」と問うているため、プラトンは、本作『ソピステス（ソフィスト）』（古希: Σοφιστής）と、続編の『ポリティコス（政治家）』（古希: Πολιτικός）に加えて、「三部作」の締めくくりの続編として、『ピロソポス（哲学者）』（古希: Φιλόσοφος）という題名の対話篇を書こうとしていたという説があり、本作『ソピステス』の途中（253E, 254B）や、続編『ポリティコス（政治家）』の冒頭（257A-C）でも、それを匂わす記述があるため、そうした構想は、実際かなり高い蓋然性で存在したと考えられる。そして、『ポリティコス（政治家）』の冒頭の記述（258A）から、その幻の対話篇『ピロソポス（哲学者）』は、ソクラテスと「若いソクラテス」の対話によって描かれる予定だったと考えられる。
この『ピロソポス（哲学者）』が書かれていれば、『パルメニデス』『テアイテトス』も含めた一連の作品は、全部で「五部作」となっていた。
ちなみに、こうした「三部作構想の中断」は、続く後期の作品である『ティマイオス』『クリティアス』でも繰り返された。内容・構成上、『ティマイオス』『クリティアス』に続いて、『ヘルモクラテス』が書かれる予定だった蓋然性が高いが、2作目の『クリティアス』が途中で絶筆されて未完となり、3作目は手付かずのままとなっている。

##### ソクラテスの後景化
プラトンの後期（あるいは中期の『パルメニデス』以降）の作品は、中期『パイドロス』以前の作品とは毛色の異なる「発展的な内容」を扱っていくため、ソクラテス以外の人物にプラトンの思想を語らせることが多い。
本作『ソピステス』と、続編『ポリティコス（政治家）』では、「エレアからの客人」が問答を主導してその思想を語り、『ティマイオス』ではティマイオスが、『クリティアス』ではクリティアスが、そして最後（後期末）の対話篇である『ノモイ（法律）』では「アテナイからの客人」が、その思想を語る役となっている。

#### 分割法（ディアイレシス）
本作『ソピステス』と、続編『ポリティコス（政治家）』では、「分割法（二分割法, ディアイレシス）」と呼ばれる、「対象の内容を、二分割（二者択一）を繰り返して絞り込んでいく」という特徴的な手法が用いられている。

## 内容
本作『ソピステス』では、パルメニデス・ゼノン門下のエレア派の哲学者とされる「エレアからの客人」が、ソクラテスに「ソフィスト、政治家、哲学者の違い」を問われ、まず「ソフィストとはいかなる者か」についての説明をテアイテトスを相手に行う様が描かれている。
大筋としては、「エレアからの客人」が、「分割法（ディアイレシス）」を用いて「ソフィストの技術（ソフィストの術）」の内容を絞り込んで行き、最終的にソフィストの妥当な規定を探り当てるという構成になっているが、途中でそこに関連付けて、前作『テアイテトス』からは「虚偽不可能論」が、前々作『パルメニデス』からは「イデア論」の発展的な内容が引き継がれ、知識論・認識論・存在論的な議論が展開される。
また、『パイドロス』に見られる「ディアレクティケー（弁証術、哲学的問答法）と、哲学者の関係性」に関する記述を、補強するような内容も盛り込まれている（253C-254B）。

### 導入
『テアイテトス』でのやりとりの翌日早朝、ソクラテス等は約束通り、同じ場所に集まった。さらにテオドロスは、そこにエレア出身で、パルメニデスとゼノンの門下（すなわちエレア派）の者である「エレアからの客人」も連れてきていた。
ソクラテスは、その「エレアからの客人」を、論争術（エリスティケー）の使い手（ソフィストの一種）なのではないかと疑うが、テオドロスはれっきとした哲学者であると否定する。
するとソクラテスは、「哲学者」は「神」と同じで見分けるのが容易ではなく、ある時には「政治家」のように現れることもあるし、ある時には「ソフィスト」、ある時には「狂人」のように現れることもあると指摘しつつ、「エレアからの客人」に、エレア地方では「ソフィスト」「政治家」「哲学者」の三者はどのように名付けられ、区別されているのか問う。「エレアからの客人」は、そのまま3つに区別されているが、それらの規定を説明するのは容易にできる小さな仕事ではないと指摘する。
ソクラテスは、かつて（客人の師である）パルメニデスが問答で見事な議論を展開したところに自分も居合わせたことがある（『パルメニデス』参照）と述べつつ、それと同じように、ここに居合わせている若者を相手に、問答でそれら（「ソフィスト」「政治家」「哲学者」）を説明してもらえないか頼む。「エレアからの客人」は了承し、テアイテトスを指名して問答を始めることにする。テアイテトスは、もしへこたれたらそこに居合わせている友人である少年ソクラテスに代わってもらうと断りつつ、問答を始める。

### 「魚釣師」の技術
客人はまず、「ソフィスト」を言論を通じて規定していくことにするが、その前に簡単な練習例として「魚釣師」を規定してみることにする。
そして客人は、以下のように「魚釣師」が何らかの「技術を持つ者」であるという前提の下で、「二分割法」を用いてその「魚釣師の技術」の内容を絞り込んでいき、それは「技術」の内の、「獲得」の内の、「捕獲」の内の、「狩猟」の内の、「動物の狩猟」の内の、「水棲動物の狩猟」の内の、「魚猟（漁）」の内の、「打って傷つける」ものの内の、「鉤漁」の内の、「下から上へと引き上げる」やり方のものであると、特定・規定する。
- 「作る技術」 - 農業、飼育、道具作成、模倣（再現）
- 「獲得の技術」 - 学習、金儲け、競争、狩猟
  - 「交換の技術」 - 贈物、賃銭、購買
  - 「捕獲の技術」 - 力ずく
    - 「闘い取る」 - 相手に気づかれたまま
    - 「狩猟する」 - 相手に気づかれないように
      - 「無生物の狩猟」
      - 「生物の狩猟」
        - 「陸上動物の狩猟」
        - 「水棲動物の狩猟」
          - 「翼を持った種族（水鳥）の狩猟」（鳥猟）
          - 「水中に棲む種族（魚類）の狩猟」（魚猟/漁）
            - 「囲みこむ狩猟」 - 籠、投げ網、羂（わな）/置き網
            - 「打って傷つける狩猟」 - 鉤（かぎ）、銛（もり）
              - 「夜間」（篝火漁）
              - 「昼間」（鉤漁）
                - 「上から下へ」（銛漁）
                - 「下から上へ」（釣漁）

### 「ソフィスト」の技術

#### 規定1（富裕者子息に対する、私的な有償の「教育術」）
続いて客人は、「ソフィストの技術」の特定・規定に取り掛かり、「ソフィストの技術」も「魚釣師の技術」と同じく「狩猟の技術」の一種だとして、先の「魚釣師の技術」の議論における分類を途中から分岐させ、以下のように「金持ち・名家の青年たちを私的に教育し、報酬を受け取る技術」が、「ソフィストの技術」であると特定・規定する。
- 「作る技術」 - 農業、飼育、道具作成、模倣（再現）
- 「獲得の技術」 - 学習、金儲け、競争、狩猟
  - 「交換の技術」 - 贈物、賃銭、購買
  - 「捕獲の技術」 - 力ずく
    - 「闘い取る」 - 相手に気づかれたまま
    - 「狩猟する」 - 相手に気づかれないように
      - 「無生物の狩猟」
      - 「生物の狩猟」
        - 「水棲動物の狩猟」
        - 「陸上動物の狩猟」
          - 「野生の荒々しい動物の狩猟」
          - 「馴れて大人しい動物（人間）の狩猟」
            - 「力ずくによる狩猟」 - 盗み、人さらい、独裁支配、戦争
            - 「言いくるめ（説得）による狩猟」 - 個人的付き合い、公衆演説、法廷弁論
              - 「公的な狩猟」
              - 「私的な狩猟」 
                - 「贈物を与える狩猟」 - 恋の技術
                - 「報酬を受取る狩猟」
                  - 「相手を楽しませる」 - へつらい（迎合）の技術
                  - 「徳を授ける」 - 教育

#### 規定2-4（「徳に関する言論・学識」の「販売術」）
しかし、客人はそれでは満足せず、「ソフィストの技術」は複雑多彩であるとして、以下のようにも分類を分岐させ、「徳に関する言論・学識を扱う販売業」も、「ソフィストの技術」であると特定・規定する。
- 「作る技術」 - 農業、飼育、道具作成、模倣（再現）
- 「獲得の技術」 - 学習、金儲け、競争、狩猟
  - 「捕獲の技術」 - 力ずく
  - 「交換の技術」 - 贈物、賃銭、購買
    - 「贈物による」
    - 「商いによる」
      - 「直売業」(*4) - 自分で作ったものを売る
      - 「交易業」 - 他人の製品を取引する
        - 「小売業」(*3) - 一都市内
        - 「通商業」 - 都市間
          - 「身体の糧を扱う」 - 飲食物
          - 「魂の糧を扱う」（精神的通商業） - 音楽、文芸、絵画、奇術
            - 「公演（娯楽）を扱う」
            - 「学識を扱う」
              - 「徳以外の技術を扱う」
              - 「徳に関する言論・学識を扱う」

さらに客人は、その分類における途中の「小売業」(*3)から分岐させても、また「直売業」(*4)から分岐させても、同じように「徳に関する言論・学識を扱う販売業」としての「ソフィストの技術」の規定を導けるとして、これらを第3・第4の規定とする。

#### 規定5（「正・不正」についての、金儲けになる「論争術」）
さらに客人は、「ソフィストの技術」には「闘い取る技術」もあるという観点から、以下のようにもその内容を特定・規定する。
- 「作る技術」 - 農業、飼育、道具作成、模倣（再現）
- 「獲得の技術」 - 学習、金儲け、競争、狩猟
  - 「交換の技術」 - 贈物、賃銭、購買
  - 「捕獲の技術」 - 力ずく
    - 「狩猟する」 - 相手に気づかれないように
    - 「闘い取る」 - 相手に気づかれたまま
      - 「競争によるもの」
      - 「戦闘によるもの」（戦闘の技術）
        - 「身体による」（力技）
        - 「言論による」（論争）
          - 「公的、長い演説」（法廷弁論的な論争）
          - 「私的、一問一答」（反論的な論争）
            - 「契約などを巡る論争」
            - 「正・不正などを巡る論争」（討論的な論争）
              - 「金を失わせるもの」（無駄なおしゃべり）
              - 「金儲けになるもの」

#### 規定6（「魂の浄化(教養)」のための「論駁術」(？)）
さらに客人は、以下のようにも「ソフィストの技術」の内容を絞り込んでいくが、これは実際には「ソフィストの術」ではなく、ソクラテスがよく用いる「問答法」（弁証術、ディアレクティケー）、あるいはそれを用いて相手の知見を吟味・改善していく（前作『テアイテトス』でも披露された）「産婆術」であることは、読者には明らかであり、作中でも客人自身が、「こうした技術を行使する人々をソフィストと言うことは、「ソフィストに大き過ぎる栄誉を与える」ことになりはしないかと恐れるし、ためらう」と疑問を差し挟んでいる。が、とりあえずはこれも「ソフィストの技術」ということにして、話を進めていく。
- 「分離の技術」
  - 「似たもの同士を引き離す技術」 - 梳(す)く、ほぐす、梭(ひ)する
  - 「良いものと悪いものを引き離す技術」（浄化） - 濾(こ)す、篩(ふる)う、簸(ひ)る
    - 「身体の浄化」の技術 - 「医術」（「病気」の浄化）、「体育術」（「醜さ(不格好)」の浄化）、「入浴の世話」、「衣服の洗浄・美装」
    - 「魂の浄化」の技術
      - 「懲戒」の技術 - 「臆病・放埒・傲慢・不正」の浄化
      - 「教授」する技術 - 「無知」の浄化
        - 「専門技術」を教授する技術 - 「個別技術に対する無知」の浄化
        - 「教育(教養)」の技術 - 「無知の無知」（無学/無教養）の浄化
          - 「訓戒」の技術 - 感情（怒り/穏やか）による諭し
          - 「論駁」の技術 - 言論（矛盾指摘）による諭し

#### 規定7（「影像作りの技術/真似る技術」の一種）
客人は、これまで出てきた「ソフィストの技術」の規定を振り返りつつ、「ソフィストの技術」とは、
- 「あらゆる事柄について、誰よりも知者であると、若者たちに信じ込ませるために、実物を真似てその似姿を作る、「いかさま師/物真似師/手品師」が用いるような「影像作りの技術/真似る技術」の一種」

であると指摘する。
さらに客人は、その「影像作りの技術/真似る技術」は、
- 「似像を作る技術」 - 原物に正確に似せる
- 「見かけだけを作る技術」 - 人々を惹きつけるために誇張する

の2つに分けることができるが、「ソフィストの技術」がそのどちらであるかは、まだはっきりと分からないとしつつ、それ以前にここには「虚偽の存在」を巡る「困難な問題」が横たわっていると指摘する。

### 「困難」についての概説

#### 「虚偽の存在」と「非有の有」
客人は、「虚偽が、存在する」という発想は、
- 「有らぬもの（非有）が、有る（有）」

という発想を前提としているが、彼の師であるパルメニデスは、
- 「有らぬもの（非有）が、有る（有）」ということは、決して証明されないであろう。

と、その存在を真っ向から否定していたことを指摘する。
そこで客人は、まずはこの「虚偽の成立」（非有の有）の問題を吟味することを提案し、テアイテトスも了承する。

#### 「非有」の「対象/表現」
まず客人は、「有らぬもの（非有）」という言葉/概念を、どこに向けて、何に対して適用すべきなのか問う。
「有らぬもの（非有）」である以上、「有るもの（有）」にそれを適用することはできないし、その「有るもの（有）」の性質を帯びて不可分な関係にある、様々な各種の具体物である「何か或るもの」にも、それを適用することはできない。
「何か或る（1つの）もの」（単数形ti）として語ることができない（表現できない）ということは、「何か或るものと或るもの」（双数形tine）としても、「何か或るものども」（複数形tines）としても、語ることができない（表現できない）ということであり、それはつまりは、「1つも無いもの」を語っている、いやそれどころか「語ることすらしていない」ことと等しいのだと、客人は指摘する。テアイテトスも同意する。
さらに客人は、「有るもの（有）」は、別の「有るもの（有）」を付け加えることができるし、それを「数」で表現することができるが、「有らぬもの（非有）」には「数」を適用することができないし、それはつまりは、「有らぬもの（非有）」を「一」（単数形）や「多」（複数形）等で表現しようとしても決して正しく表現できないということであり、「有らぬもの（非有）」は、絶対に正しく口にすることも、語ることも、思考することもできないもの、すなわち思考され得ず、語り得ず、口に出され得ず、論じ得ないものであると指摘する。テアイテトスも同意する。
さらに客人は、「有らぬもの（非有）」はそういうものである以上、そんな「有らぬもの（非有）」に言及しようとする者は、必ず矛盾したことを語らざるを得なくなってしまうと指摘する。例えば、
- 先程、客人自身が、「「有らぬもの（非有）」は、「一」（単数形）や「多」（複数形）では表現できない」と言っていながら、今まさに「有らぬもの（非有）」という「単数形」で、それに言及してしまっている。
- 先程、客人自身が、「「有らぬもの（非有）」は、「口に出され得ないもの」「語り得ないもの」「論じ得ないもの」である」と述べたが、この中に既に「ある（有）」という相反する表現が含まれてしまっている。
- またその際にも、「有らぬもの（非有）」「口に出され得ないもの」「語り得ないもの」「論じ得ないもの」といったように、あたかもそれが「一」（単数形）であるかのように言及してしまっている。

といったように。テアイテトスも同意する。

#### 「ソフィストによる反論」の仮想問答
客人はこのように、ずっと前から「有らぬもの（非有）」を巡る議論に打ち負かされて来ていると告白しつつ、こうした（「非有の有」）問題が「困難な問題」として横たわっているがゆえに、先の「ソフィストの技術」を巡る議論も、中断させざるを得なかったと指摘する。
というのも、もしこの「困難な問題」を無視して、「ソフィストの技術」は「見かけだけを作る技術」である等と言おうものなら、彼等ソフィストは、その「言葉の使い方の粗雑さ」を逆手に取って、反駁してくるだろうからと、客人は指摘する。
例えば、ソフィストのことを「影像の作り手」と呼んだとすると、ソフィストはその「影像」とは何のことかと執拗に問い返して来るだろうし、それは「「真実のもの」に似せられた「別のそのようなもの」」である等と答えようものなら、ソフィストは、それは「真実のもの（有）」とは「別のそのようなもの（非有）」がある（有）と主張しているのかと、問い返して来ることになり、自分たちが「非有の有」を主張しているかのように追い込まれ、（先の議論で明らかになったように）自分たちが矛盾したことを言わざるを得ない形に仕向けられ、論駁されてしまう。
あるいは、「ソフィストの技術」によって、我々の魂が「虚偽を思いなす」「虚偽の判断を成す」のだと、我々が主張しようとする際にも、同じように、自分たちが「非有の有」（としての「虚偽」の存在）を主張しているかのように、そして矛盾したことを言わざるを得ないように、仕向けられ、論駁されてしまうことになると、客人は指摘する。

#### 「反論」の開始
客人は、このように「ソフィストの技術」を「詐欺師・いかさま師たちの技術」の中に位置づけて探索を進めていこうとすると、数多くの反論と困難が生じてくるということを指摘しつつ、ここで探求をやめて引き下がるべきか問う。テアイテトスは、少しでも手立てがあるのだとしたら、決して諦めてはならないと反対する。
客人は、それなら先のようなソフィストが反駁に用いる強力な言説に対して、自分たちがわずかでも「有利な地歩」を獲得できたなら、それで良しとしてくれるかと問うと、テアイテトスは同意する。
客人は、それではこれから自分たちは、自衛のために、自分の父なるパルメニデスの言説に抗い、「有らぬもの（非有）が、何らかの点で有る（有）」ということや、「有るもの（有）が、何らかの仕方で有らぬ（非有）」ということを立証していかねばならないが、そのことを以て、自分のことを「父親殺し」とは思わないでほしいこと、また、今までこうした議論に打ち負かされてきたと先程告白していながら、今態度を豹変させたかのように、それに再度挑もうとしていることを以て、自分を「気違いじみた男」と思わないでほしいとテアイテトスに頼みつつ、話を進める。

### 「有」と「非有」

#### 「多元論」と「一元論」

##### 「有」についての諸論
客人はまず導入として、既成の「実在（有）」に関する説を一覧することにする。
「実在（有）」についての既成の説としては、
- 「実在するもの（有）」は3つあり、その内の或るものは時に戦い合い、時に親しくなって結婚し子供を生む、という説。
- 「実在するもの（有）」には「湿-乾」ないしは「熱-冷」の2つがあり、結婚して結びつく、という説。
- 「実在するもの（有）」は、全て1つ、という説。（エレア派）
- 「実在するもの（有）」は、「多」であると共に「一」であり、愛憎によって統合されている、という説。（ヘラクレイトス派）
- 「実在するもの（有）」は、ある時はアプロディーテ（愛の女神）の力によって「一」となり、ある時は争いのために「多」となる、を交互に繰り返すという説。（エンペドクレス説）

といったものがあるが、客人はこれらはどれも、子供に語り聞かせる物語（ミュートス）のようであり、我々一般大多数がその意味するところをしっかりと理解できないまま、自己完結的に話を片付けてしまっていると指摘する。
例えば、「多」や「一」や「2つのもの」等が「実在する（有）」「生じた」「生じつつある」とか、「熱」と「冷」が「分離」「結合」するだとかいった説明で、彼らが一体何を言いたいのか理解できるかと、客人は問う。
そして客人は、先の議論で出てきた「有らぬもの（非有）」に関しても、若い頃は何となく分かった気になっていたが、よくよく考えるとよく分かっておらず、様々な「困難」に直面することになるように、この「有るもの（有）」に関しても、同じことが言えると指摘する。テアイテトスも同意する。

##### 「多元論」について
そして客人はまず、「多元論」について考察することにする。
客人は「多元論者」に問いかける体裁で、例えば、
- 「熱」と「冷」が「ある（有）」。

と言う時、両者に共通して適用される「ある（有）」とは、一体何を意味しているのか、そして、
- 「ある（有）」が、「熱」と「冷」に対して独立並立しているものであるならば、それは「2つ（二元論）」ではなく「3つ（三元論）」ということになるのではないか。
- あるいは、「熱」と「冷」が「ある（有）」に包含されるのであれば、それは「1つ（一元論）」でもあるのではないか。

と指摘する。テアイテトスも同意する。

##### 「一元論」について
続いて「一元論」に話題を移し、客人は、「一元論者」は、
- 「1つのもの」だけが「ある（有）」。

と主張するが、
- 同じものを、「1つのもの（一者）」と「ある（有）」という、「2つ」の別の「名前」で呼んでしまっている。
- またそもそも、「名前」自体の「存在（有）」を認めるならば、もう1つの「存在（有）」を認めてしまうことになる。
（逆に、「名前」自体の「存在（有）」を認めないならば、「名前」はその機能を果たせなくなってしまうことになる。）

と指摘する。
また客人は、「一元論者」は、
- 「実在する一者（有/一者）」は、「全きもの（全体）」でもある。

と主張するが、
- （パルメニデスがそれとして主張する「球」における、「中心」と「端」のように）「部分」を持っているものは、それらをひとまとめ（一つのもの）にして「総体/全体」とみなすことはできるが、（部分に分けることができない）「一者」とは、みなすことはできない。
- このように、「有るもの（有）」と「全きもの（全体）」の関係性/整合性、「一つのもの」と「一なるもの（一者）」の区別/差異を巡っては、様々な「困難」が生じる。

等と指摘する。
そして、客人はこのように、「多元論」でも「一元論」でも、まだまだ述べきれないほどの無数の「困難」が生じてくると指摘する。テアイテトスも同意する。

#### 「物体主義」と「形相主義」

##### 「有」についての別の論争
さらに客人は、「有るもの（有）」は、「有らぬもの（非有）」に負けず劣らず何であるかを規定するのが難しいことを理解しておくために、別の「有るもの（有）」にまつわる論争を取り上げることにする。
それは、
- 「物体」と「実在」は同じものであり、感覚で捉えられる「物体性」を持たない「実在」を認めない「物体主義者」
- 「真の実在」とは、思惟によって捉えられる「非物体的」な有る種の「形相」である、とする「形相主義者」

の間の論争であり、客人はこの論争を、
- 「地上を拠点とする巨人族（物体主義者）と、天上を拠点とする神々（形相主義者）の戦い」

に喩える。
そして客人は、「形相主義者」の方が穏健で、「物体主義者」の方が強硬だとしつつ、彼らを想定した仮想問答を、テアイテトスを相手に行うことにする。

##### 「物体主義」について
客人はまず、「物体主義者」たちを想定して問答を始める。
客人は、世の中に「死すべき生きもの（動物）」がいること、そしてそれは「「魂」を持った物体（身体）」であることに、同意するか問う。テアイテトスも同意する。客人は、では「魂」というものが「ある（有）」と考えるかと確認すると、テアイテトスも同意する。
続いて客人は、その「魂」の中身には、「正/不正」「思慮/無思慮」の区別が「ある（有）」こと、他にも様々な「徳/悪徳」の区別が「ある（有）」ことを指摘する。テアイテトスも同意する。
そこで客人は、こうした「魂」や、様々な「徳/悪徳」という、目に見えず、手で触れることができない存在（有）を、「物体主義者」たちはどのように扱うのか問う。テアイテトスは、彼らは「魂」に関しては「物体的なものの1つ」と主張するだろうが、様々な「徳/悪徳」に関しては、「物体的なもの」とも主張できないし、その存在（有）を否定することもできないので、答えに窮すると指摘する。
客人は、彼らがそのように「有るもの（有）」の中に、僅かな一部分であれ「非物体的なもの」が含まれることを、頑強に否定することができなくなり、そして、そんな「物体的なもの」と「非物体的なもの」に共通して備わっている、「ある（有）」を生み出しているものに目を向け、それが何であるかを言わなければならなくなることは、その分彼らが（「無知の知」を経て、知的に前進/向上することであり）より「善良な人間」になることだと指摘する。
そして客人は、そんな
- 「物体的なもの」と「非物体的なもの」に共通して備わり、「ある（有）」を生み出しているもの。

についての、自身の暫定的な答えとして、それは、
- 「他に働きかける」「他から働きかけられる」といった「能動的/受動的な機能(力)」。
（それがどんなに僅かでも、一度きりでも構わない。）

のことであると、すなわち、
- 「存在（有）」とは、「機能」である。

と、主張する。

##### 「形相主義」について
続いて客人は、「形相主義者」たちを想定して問答を始める。
客人はまず、「形相主義者」の考え方が、世界を、
- 「魂/思惟」を通じて関わりを持てる、「恒常不変/静止的」な「真の実在（有）」。
- 「身体/感覚」を通じて関わりを持てる、「変転/流動的」な「成り行き（生成）」。

の2つに分けることで（すなわち、実態的には「二元論」として）成り立っていることを指摘する。テアイテトスも同意する。
そして客人は、「形相主義者」たちにとっては、この前者の「真の実在（有）」は、「恒常不変/静止的」なものでなくてはならないので、「他から働きかけられる（ことによって変動を被る）」ものとしては決して認めないが、もしそうであるとするならば、
- 「魂」が、「真の実在（有）」を、「知る」。
（「真の実在（有）」が、「魂」によって、「知られる」。）

といった「作用/関わり/現象（機能）」が、成り立たなくなってしまうと指摘する。テアイテトスも同意する。
また客人は、「真の実在（有）」や、それと対になる「魂」、またそれがもたらす「生」「知性」といったものが、「作用（機能）」を持たず、「静止」しているなんてことが、実際あり得るか問う。テアイテトスは否定する。
他方で客人は、逆に（「物体主義者」たちの主張のように）「全てが運動/変動している」（「静止」していない）としたら、そこに「恒常的な同一性」や「知性」といったものが成立するのか問う。テアイテトスはこれも否定する。
こうして客人は、「物体主義者」たちの「流動説」にも、「形相主義者」たちの「静止説」にも与してはいけないし、「有るもの（有）」「万有」は、「動いているもの」と「動かぬもの」の「両方」であると、言わなくてはならないと指摘する。テアイテトスも同意する。

#### 「行き詰まり」と「第3の可能性」

##### 再度の「行き詰まり」
しかし続いて客人は、もしそうだとすると、自分たちは、先程検討した「多元主義者」の説（「熱」「冷」の「二元論」）と同じような、
- 「動」と「静」の二元論。

を主張するような格好になってしまい、彼らに対して行った質問を、逆に自分たち自身に突きつけることになると指摘する。
すなわち、
- 「動」と「静」が「ある（有）」。

と言った場合、その「ある（有）」の位置づけが問題となり、
- 「ある（有）」が、「動」と「静」に対して独立並立しているものであれば、「3つ（三元論）」。
- 「動」と「静」が「ある（有）」に包括されるのであれば、それは「1つ（一元論）」。

ということになり、どのみち「二元論」は崩れて矛盾してしまうことになることを、客人は指摘する。
（そして客人はこのように、「有るもの（有）」もまた、（元々の論題である）「有らぬもの（非有）」と同様に、それが何かを捉えるのが困難なものであり、どちらか一方が少しでも姿が判明してくるならば、他方も同じように姿を現すであろうと期待できるし、そんな「両方のための議論」を、手際よく推し進める必要があると指摘する。テアイテトスも同意する。）

##### 「第3の可能性」と「識別の技術」
客人は、これまでの議論を抽象化/一般化し、
- 全てが相互に「混じり合わない」（関与/分有しない）とすると、「有」は「他の一切」と関係できないので、何ものも「ある（有）」とは言えなくなる。
（一切の「ある（有）」要素を排除した言語表現は不可能なので、何ものに対しても言及/言語表現すら不可能になる。）
- 全てが相互に「混じり合う」とすると、（「動」が静止の性質を帯びたり、「静」が動く性質を帯びるといったように）無分別化/渾然一体化して「何でもあり」になってしまう。

といった矛盾/困難を確認した上で、「（残りの）第3の可能性」として、
- 或るものは「混じり合う」が、或るものは「混じり合わない」。

という場合を、見出すことになる。

客人は喩えとして、「「文字」（アルファベット）における、「母音」と「それ以外の文字(子音)」」を挙げる。「母音」は全ての文字と結びつき（混じり合い）、「音節」を形成することができるが、「それ以外の文字(子音)」にはそれができないと。テアイテトスも同意する。
そして2人は、そうした「混じり合う文字」と「混じり合わない文字」を識別するには、「技術」が必要であり、「文字」に関して言えば、それは「読み書きの技術」であることに合意する。
「音楽」に関しても、「混じり合う音」と「混じり合わない音」を識別するには、専門の「技術」が必要であり、その「技術」を身に付けた者は「音楽家」と呼ばれると、客人は指摘する。テアイテトスも同意する。

##### 「ディアレクティケー（弁証術）」と「哲学者」
そこで客人は、「言論（ロゴス）」における「類（ゲノス）/形相（エイドス）/イデア」類の「混じり合い」に関しても、それらを識別できる「技術」が必要であること、そしてその「技術」とは、「哲学者」の「技術」である、
- 「ディアレクティケー（弁証術、哲学的問答法）」

であると、指摘する。テアイテトスも同意する。
そして客人は、「ソフィスト」は「「有らぬもの（非有）」の暗闇の中へと逃げ込み、手探りでその暗闇に身を寄せている」がゆえに、一般人はその正体を見極めるのが難しいが、「哲学者」は反対に、「「有るもの（有）」としての「イデア」、その神的な明るい輝きの側に身を置いている」がゆえに、多くの人々には容易に見ることができないのだと指摘する。テアイテトスも同意する。
そして客人は、「哲学者」に関しては後回しにすることにして、とりあえずは「ソフィスト」の追求を続けることにする。テアイテトスも同意する。

#### 「類(形相/イデア)」の相互関係

##### 最重要な5つの「類/形相」（「有/動/静/同/異」）
客人は、全ての「類/形相」を取り扱うと混乱してしまうので、最重要ないくつかの「類/形相」を取り出し、それがどのようなもので、互いにどう関係しているのかを検討していくことにする。テアイテトスも同意する。
まず客人は、先程まで論じていた「有」「動」「静」の3つは、「類/形相」として極めて重要だと指摘する。テアイテトスも同意する。
そして客人は、これまでの議論から、それら3つは互いに「異なる」だが、それぞれ自分自身とは「同じ」であり、また「有」だけは他の2つ（「動」「静」）と「混じり合う」ことができることなどを指摘する。テアイテトスも同意する。
すると客人は、今しがた出てきた「同」「異」というのは、先の3つとは別の「類/形相」なのかどうか問う。そして客人は、
- 「動」「静」に分有されている「同」や「異」が、「動」「静」に等しいものだとすると、（分有によって）「動」の中に「静」が入り込み、「静」の中に「動」が入り込むことになってしまうので、「同」や「異」は、「動」「静」と等しいものではなく、あくまでも（「有」と同じく）「動」「静」によって分有される関係にあるもの。
- 「同」と「有」が等しいとすると、「「動」と「静」がある（有）」と言うことが、「「動」と「静」が同じ（同）」ということにもなってしまうので、「同」と「有」は別もの。
- 「有（有るもの）」には、「それ自体だけで語られるもの」と「他との比較・相関によって語られるもの」の両方が含まれるが、「異（異なるもの）」には、後者の「他との比較・相関によって語られるもの」しか含まれないので、「異」は「有」とは別もの。

といったことを指摘しつつ、これら「同」「異」も、「有」「動」「静」と並び立てることができる「類/形相」であると主張する。テアイテトスも同意する。
（また客人は、これら5つの「類/形相」が、それぞれ「異なっている」ということは、これら5つの「類/形相」全てに、「異」が行き渡っているのだと指摘する。テアイテトスも同意する。）

##### 「異」と「分有」による「非有/有」両立の論証
これまでの議論で合意された、
- 「有」「動」「静」「同」「異」は、全て別もの（異なる）。
- 「有」「同」「異」の3つは、全てに分有される。
- 「動」と「静」は、互いに分有関係はない。

等を踏まえた上で、客人は、これら5つの「類/形相」の関係性を、とりあえず「動」を中心に（他との「異」と「分有」の関係をセットにして）1つ1つ、以下のように検証/確認していく。
- 「動」は、「静」とは異なる。「動」は、「静」ではない（非静）。
- 「動」は、「有」の分有によって有る（有）。

（「動」は「静」を分有できないので、ここでは代わりに「有」が挙げられている。）
- 「動」は、「同」とは異なる。「動」は、「同」ではない（非同）。
- 「動」は、「同」の分有によって、（それ自体としては）同じである（同）。

- 「動」は、「異」とは異なる。「動」は、「異」ではない（非異）。
- 「動」は、「異」の分有によって、異なる（異）。

- 「動」は、「有」とは異なる。「動」は、「有」ではない（非有）。
- 「動」は、「有」の分有によって有る（有）。

このように客人は、「動」に対して、「有」「同」「異」の3つは、
- 「異」による「非○」
- 「分有」による「○」

という相反する性質が両立すること、そしてこれは「動」に限らず、「異」が適用される（すなわち「互いに異なる」）全ての個別一般の「類/形相」に対して、同様に言えること、そしてもちろん、（「有」「同」「異」の内の1つである）「非有/有」も、
- 「異」による「非有」
- 「分有」による「有」

として、広く一般に両立することを指摘する。テアイテトスも同意する。
そして客人は、以上のことから、「有らぬもの（非有）」というのは、「有るもの（有）」の「反対のもの（反有）」のことではなく、「異なるもの（異有）」のことであり、例えば「大ではない（非大）」と言う場合、それが（「反大」としての）「小さなもの（小）」のことではない（「異大」である）ことと同様だと指摘する。
さらに客人は、「否定（非）」は「反対（反）」を意味するのではないし、「あらぬ」「ない」を示す否定詞「非」（μή, οὔ）は、「別のもの（異）」を意味しているのだと指摘する。テアイテトスも同意する。

##### 「非有」の実在性
また客人は、「知識」「技術」といったものが、抽象的な名称としてのみ存在しているわけではなく、細かく分割された個別の対象（「数字」「身体」等）に適用され、それぞれに「名前」を持った数多くの「知識」「技術」として存在している（「数学」「医学」等）のと同じように、「異」もまた、個別の「類/形相」（「美」「大」「正」等）に対置されることで、「名前」を与えられ（「非美」「非大」「非正」等）、対置するものと同等の資格において「有る（有）」と言えるのだと指摘する。テアイテトスも同意する。
そして客人は、このように「異」の本性が「有る（有）」に属するものであることが明らかなったことを確認した上で、その「異」が「有」に対置された場合にも、対置された「それ」は、対置する「有」と同等に実在すると言えると指摘する。テアイテトスも同意する。
客人が、ではその「それ」の「名前」は何かと問うと、テアイテトスはそれこそがまさに、探し求めていたところの「非有」であると答える。こうして「非有」の実在性が論証された。
そして客人は、自分たちは、
- 「「有らぬもの（非有）がある（有）」ということ（「非有の有」）は、決して証明されないし、それを探求・考察してはならない。」

という師パルメニデスの禁止を踏み越え、「有らぬもの（非有）がある（有）」ということ（「非有の有」）を証明したし、その「有らぬもの（非有）」の「形相」が何であるか（すなわち、「有るもの（有）」に対置された「異」であること）まで明示したのだと指摘する。テアイテトスも同意する。

### 「虚偽」の「言表・判断」

#### 「虚偽」の「言表」
こうして「非有の有」は証明されたが、元々の論題である「虚偽の存在」を証明するには、この上さらに、
- 「言表（言論、ロゴス）」
- 「判断（思いなし、ドクサ）」

などが、「非有」と関わり合う（混じり合う）ものであり、「虚偽の言表」「虚偽の判断」といったものが成立することを証明しなくてはならない。
（そうでないと、「非有」（という「形相」）は有るが、「言表」や「判断」（という「形相」）は、それとは関わり合わない（混じり合わない）（「非有」という「形相」を分有しない）ので、（「言表」や「判断」を介した）「虚偽」も存在しないという言い逃れを、ソフィストはできてしまうことになる。）

そこで客人はまず、「言表」から検討を始める。
客人は、「言表」というものが、
- 「名詞（名指し言葉、主語、オノマ）」 - 様々な「行為者」に対応して、それを表示する。
- 「動詞（述べ言葉、述語、レーマ）」 - 様々な「行為」に対応して、それを表示する。

の組み合わせで成り立っており、それによって「或る事柄」に対応して、それを表示するものであることを指摘する。テアイテトスも同意する。
そして客人は、
- 「テアイテトスは、坐っている。」
- 「テアイテトスは、飛んでいる。」

という2つの「言表」を提示し、前者は「実際に有る事柄」について語っている「真」なる「言表」だが、後者は「実際に有る事柄」とは「異なる事柄」（「非有」として有る事柄）について語っている「偽」なる「言表」であることを指摘しつつ、
- 「言表」が、「非有」と関わり合う（混じり合う）こと。
- 「虚偽の言表」が、成立すること。

を論証する。テアイテトスも同意する。

#### 「虚偽」の「思考/判断/現われ」
続いて客人は、
- 「思考（ディアノイア）」
- 「判断（思いなし、ドクサ）」
- 「現われ（知覚判断、パンタシア）」

の3つを提示しつつ、まず「思考」とは、
- 「魂の内」において、「魂自身を相手」に行われる、「対話（ディアロゴス）」。

であり、「判断」とは、
- 「思考」に対して「肯定/否定」が加えられた、「思考の決着」。

であり、「現われ」とは、
- 「判断」が、「知覚」を介して「起こったもの」。

であることを指摘した上で、これらは先の「言表」と同族のものであり、その或るものは「偽」となると指摘する。テアイテトスも同意する。
こうして「虚偽の言表」「虚偽の判断」といったものが成立すること、そして「虚偽の存在」が、証明された。

### 「ソフィスト」の技術の最終規定
「虚偽の存在」が証明されたことで、客人たちは改めて、中断していた「ソフィストの技術」の特定・規定作業を再開することにする。
中断前の議論では、「ソフィストの技術」は「影像作りの技術」であり、それを「似像を作る技術」と「見かけだけを作る技術」に分ける段階まで来ていたことを指摘しつつ、客人は改めて、最も根本的なところから、すなわち「技術」を「作る技術」と「獲得する技術」に分けるところから、話を始めることにする。
そして、以下のようにその内容を特定・規定していき、そのような「矛盾を作り出す言論の技術」こそが「ソフィストの技術」であり、そこに属するのが「ソフィスト」であると、客人によって結論付けられ、テアイテトスも同意する。
- 「獲得の技術」
- 「作る技術」
  - 「神的な」
    - 「実物の制作」 - 全ての動物・自然物
    - 「影像の制作」 - 夢、影、鏡像など

  - 「人間的な」
    - 「実物の制作」 - 建築など
    - 「影像の制作」 - 絵画など
      - 「似像を作る」
      - 「見かけだけを作る」
        - 「道具を使う」
        - 「自分自身を道具にする」（物真似）
          - 「知識を以て行う」（探究的・学的）
          - 「思わく（ドクサ）を以て行う」
            - 「無知に無自覚的」（思い込み）
            - 「無知に自覚的」（しらばくれ）
              - 「公的、長い演説、多数相手」（大衆演説）
              - 「私的、短い議論、相手を矛盾に追い込む」（ソフィストの技術）

## 日本語訳
- 藤沢令夫訳「ソピステス」『プラトン全集 3 ソピステス ポリティコス(政治家)』、岩波書店 1976年、復刊2005年ほか。NDLJP:12214053
- 新海邦治訳「ソフィスト」『プラトン全集 2 テアイテトス ソフィスト 政治家 パルメニデス』角川書店、1974年。NDLJP:12290265

### 関連文献
- 納富信留著『ソフィストと哲学者の間 プラトン『ソフィスト』を読む』名古屋大学出版会、2002年。ISBN 978-4-8158-0414-5